# Gaya macrantha
Gaya macrantha är en malvaväxtart som beskrevs av João Barbosa Rodrigues. Gaya macrantha ingår i släktet Gaya och familjen malvaväxter. Inga underarter finns listade i Catalogue of Life.